# 羅江萬佛寺
羅江萬佛寺位於四川省德陽市羅江縣，文物遺址年代判定為清。2012年7月16日公佈為第八批四川省文物保護單位。
羅江萬佛寺位於四川省德陽市羅江縣白馬關鎮萬佛村大霍山東麓。始建於唐憲宗年間，宋元明清曾幾度興廢，現存建築為清康熙以後陸續修繕。坐東向西，占地面積約81681平方公尺，其中建築面積3200平方公尺。中軸線上依次排列有山門、大士殿、七佛殿、大雄寶殿、三聖殿及左右廂房。除大雄寶殿原址重建外，其余各殿及廂房均為清代建築。1986年，羅江萬佛寺被德陽市中區人民政府公佈為區級文物保護單位；1991年，羅江萬佛寺被德陽市人民政府公佈為市級文物保護單位。